# Степовий жайворонок
Степовий жайворонок (Melanocorypha) — рід горобцеподібних птахів родини жайворонкових (Alaudidae). Представники цього роду мешкають в Євразії і Африці. В Україні мешкає один представник цього роду — жайворонок степовий (Melanocorypha calandra).

## Опис
Степові жайворонки — середнього розміру птахи, довжина яких становить 16,5-22 см, а вага 44-68 г. Їм притаманні міцні, товсті дзьоби, довгі, широкі, загострені крила і відносно короткі хвости. У деяких видів забарвлення є типовим для жайворонків, з сірувато-коричневими смугами на верхній частині тіла і з білуватими на нижній, однак чорним жайворонкам притаманний яскраво виражений статевий диморфізм, самці цього виду є майже повністю чорними. У деяких видів на грудях є чорні плями. 
Степові жайворонки живуть в степах і напівпустелях Центральної і Західної Азії та Середземномор'я. Вони ведуть кочовий спосіб життя, деякі види частково мігрують. Степові жайворонки живляться переважно насінням, доповнюють раціон комахами, особливо під час сезону розмноження. Під час негніздового періоду зустрічаються зграйками.

## Види
Виділяють п'ять видів:
- Жайворонок двоплямистий (Melanocorypha bimaculata)
- Жайворонок степовий (Melanocorypha calandra)
- Жайворонок чорний (Melanocorypha yeltoniensis)
- Жайворонок монгольський (Melanocorypha mongolica)
- Жайворонок довгодзьобий (Melanocorypha maxima)

Білокрилого жайворонка, якого раніше відносили до роду Melanocorypha, було переведоно до роду Жайворонок (Alauda).
Відомо також три викопних види степових жайворонків:
- †Melanocorypha serdicensis (пізній міоцен, Болгарія)[5]
- †Melanocorypha donchevi (пізній пліоцен, Виршець, Болгарія)
- †Melanocorypha minor (пліоцен, Угорщина)[6]

## Етимологія
Наукова назва роду Melanocorypha походить від сполучення слова дав.-гр. μέλας — чорний і κορυφος — "невідомий чорноголовий птах, якого згадував Аристотель", імовірно, помилково вжитий замість κορυδος — жайворонок.